# Sabáudia
Sabáudia är en kommun i Brasilien.   Den ligger i delstaten Paraná, i den södra delen av landet, 900 km söder om huvudstaden Brasília. Antalet invånare är 6 095.
Trakten runt Sabáudia består till största delen av jordbruksmark. Runt Sabáudia är det ganska tätbefolkat, med 179 invånare per kvadratkilometer.